# Рок Петрович
Рок Петрович (словен. Rok Petrovič; Љубљана, 5. фебруар 1966 — Вела Лука, 16. септембар 1993) је био словеначки скијаш. Први већи успех му је било освајање првог места на јуниорском свјетском првенству у слалому у Сестријереу, 1983. године.
Био је специјалиста за слалом. У сезони 1985/86. остварио је пет победа у Светском купу, једно друго место (у аустријском Санкт Антон ам Арлбергу) и једно треће (у норвешком Гајлу). Постао је први Југословен који је освојио Светски куп.
Након ове сезоне једини значајнији резултат му је било друго место у слалому у Крањској Гори 1987. године.
Каријеру је завршио 1988. године, да би потом почео да студира на спортском факултету Универзитета у Љубљани. Дипломирао је 1991. на теми Кршење људских права у спорту, када наставља са постдипломских студијама. У јесен 1993. године током одмора на Корчули погинуо је приликом роњења на дах.

## Победе у светском купу
| Датум              | Место        | Држава      | Дисциплина |
| ------------------ | ------------ | ----------- | ---------- |
| 1. децембар 1985.  | Сестријере   | Италија     | Слалом     |
| 22. децембар 1985. | Крањска Гора | Југославија | Слалом     |
| 2. фебруар 1986.   | Венген       | Швајцарска  | Слалом     |
| 25. фебруар 1986.  | Хафјел       | Норвешка    | Слалом     |
| 11. март 1986.     | Хевенли Вали | САД         | Слалом     |